# Guy Fawkes
Guy Fawkes, tudi Guido Fawkes, angleški vojak in zarotnik, * 13. april 1570, York, † 31. januar 1606, London.
Fawkes je bil član skupine rimokatolikov, ki je poskušala 5. novembra 1605 v tako imenovani smodniški zaroti izvesti atentat na kralja Jakoba I., tako da bi ob kraljevem sklicu parlamenta razstrelili Westminstrsko palačo. 
Fawkes je bil v veliki meri odgovoren za izpeljavo zadnje faze načrta. Vendar pa so njegove namere odkrili, ga ujeli in mučili. Njega in njegove sozarotnike so usmrtili zaradi izdaje in poskusa umora. 
V spomin na propadel poskus zarote v Združenem kraljestvu, pa tudi v nekaterih drugih deželah 5. novembra praznujejo noč Guya Fawkesa, ki jo obeležijo z ognjemeti in simboličnim sežiganjem Fawkesove lutke.
Spomin na Guya Fawkesa igra pomembno vlogo v filmu V kot vroče maščevanje (v originalu V for Vendetta).